# Suaeda salinaria
Suaeda salinaria är en amarantväxtart som först beskrevs av Philipp Johann Ferdinand Schur, och fick sitt nu gällande namn av Lajos von Simonkai. Suaeda salinaria ingår i släktet saltörter, och familjen amarantväxter. Inga underarter finns listade i Catalogue of Life.